# Kristian Petrlík
Kristian Petrlík (20. listopad 1842 Chlum u Hlinska – 31. březen 1908 Praha) byl profesorem inženýrského stavitelství na Císařské a královské české vysoké škole technické v Praze. Dvakrát (ve funkčních obdobích 1892–1893 a 1904–1905) byl jejím rektorem.

## Život
Vystudoval reálku v Chrudimi a později v Praze v Ječné. Pokračoval ve studiu silničního a vodního stavitelství na Polytechnickém ústavu v Praze, které zakončil v roce 1867. Poté pracoval na stavbě dráhy císaře Františka Josefa (Praha–Vídeň). V letech 1868–1870 se vrací na techniku jako asistent. Byl zakladatelem a prvním předsedou Spolku posluchačů inženýrství.
V letech 1870–1874 pracoval jako inženýr při stavbě Duchcovsko-podmokelské dráhy. Pro schopnosti, které zde prokázal, byl jmenován inspektorem železnic a dohlížel na stavby v Dolních Rakousích (například dráha Leobersdorf–St. Pölten nebo dráha Pöchlarn–Kienberg-Gaming) až do roku 1879. V tomto roce byl jmenován mimořádným a v roce 1884 řádným profesorem vodního stavitelství, stavitelství tunelů a encyklopedie inženýrského stavitelství na Císařské a královské české vysoké škole technické v Praze.
V roce 1893 byl zvolen předsedou Spolku architektů a inženýrů, v letech 1894–1897 redigoval (spolu s Janem Koulou jeho časopis Zprávy Spolku architektů a inženýrů .
V letech 1900–1902 byl předsedou správní rady Elektrických podniků hlavního města Prahy .

## Spisy
Přispíval do českého i německého odborného tisku.
Je autorem publikací:
- Válení silnic jest prostředkem k úsporám při udržování : pro zastupitestva okresní i obecní, úřady stavební, inženýry stavební i strojnické, podnikatele staveb, továrníky a j., Praha : Nákladem knihkupectví F. Řivnáče, 1883
- Průplav dunajsko-vltavsko-labský, Praha : Komitét průplavní dunajsko-vltavsko-labský, 1893
- Německo-česká sbírka názvosloví železnicového, Praha : V komisi knihkupce A. Řivnáče, 1894
- Přístav libeňský, Libeň : Obec libeňská, 1895
- Tabulky vytyčovací : na oblouky kruhové bez přechodnic i s nimi za pomůcku při vyměřování a stavbě cest, silnic, železnic a průplavů, jakož i při výpočtech trigonometrických, Praha : Česká matice technická, 1903

Byl jedním z redaktorů Ottova slovníku naučného pro inženýrské stavitelství.
Jeho pozůstalost je uložena v archivu NTM.

## Ocenění
- 1894 Řád svatého Sávy III. třídy  od srbského krále Alexandra I. za patronaci nad srbskými studenty na pražské technice
- 1901 Řád železné koruny III. třídy  za zásluhy na stavbě nového mostu císaře Františka I. (dnes Most Legií)